# Thiago Ribeiro da Silva
Thiago Vasconcelos Ribeiro da Silva, noto semplicemente come Thiago Ribeiro (Rio de Janeiro, 23 gennaio 1985), è un calciatore brasiliano, centrocampista del Guabirá.

## Carriera
Ha giocato nella prima divisione dei campionati ungherese e boliviano.

## Palmarès

### Club

#### Competizioni statali
- Campeonato Paulista Série A2: 1

Juventus-SP: 2005
- Copa Paulista: 1

Juventus-SP: 2007